# 武家王
武家王（たけいえのおおきみ、生没年不詳）は、飛鳥時代の皇族。贈従二位・栗隈王の子。

## 経歴
天武天皇元年（672年）に壬申の乱が勃発したとき、近江大津京の大友皇子（弘文天皇）は、佐伯男を使者として筑紫に送り、兵を送るよう命じた。このとき筑紫大宰だった栗隈王は、外国への備えを理由に断った。命令に従わない様子が見えたら栗隈王を殺せと命じられていたため、佐伯男は刀を握って前に出ようとしたが、栗隈王のそばに2人の息子の三野王（美努王）と武家王が帯剣して立っていたため、断念して帰京した。

## 系譜
- 父：栗隈王
- 母：不詳
- 生母不詳の子女
  - 男子：広瀬王
  - 男子：弟野王